# À la vie à la mort (film, 1988)
 (mai 2024).
Pour plus de détails, voir Fiche technique et Distribution.
À la vie à la mort (Permanent Record) est un film américain réalisé par Marisa Silver, sorti en 1988. Un drame poignant qui explore les répercussions du suicide sur une communauté d’étudiants.

## Synopsis
Le film suit l’histoire de David Sinclair, un étudiant très populaire de son campus, qui se suicide de manière inattendue. Son meilleur ami, Chris Townsend, interprété par Keanu Reeves, est dévasté par la perte et décide de s’occuper de la famille de David dans le sillage de cette tragédie. Le film explore les thèmes de la culpabilité, du deuil et de la responsabilité alors que Chris et les autres étudiants tentent de comprendre pourquoi David a choisi de mettre fin à ses jours.

## Fiche technique
- Titre original : Permanent Record
- Titre français : À la vie à la mort
- Réalisation : Marisa Silver
- Scénario : Jarre Fees, Larry Ketron et Alice Liddle
- Photographie : Frederick Elmes
- Montage : Robert Brown
- Musique : Joe Strummer
- Production : Frank Mancuso Jr.
- Pays d'origine : États-Unis
- Format : Couleurs - 1,85:1 - Mono
- Genre : Drame
- Durée : 92 minutes
- Date de sortie : 1988

## Distribution
- Keanu Reeves : Chris Townsend
- Alan Boyce : David Sinclair
- Michelle Meyrink : M.G.
- Jennifer Rubin : Lauren
- Barry Corbin : Jim Sinclair
- Kathy Baker : Martha Sinclair
- Pamela Gidley : Kim
- Richard Bradford : Leo Verdell, directeur
- Michael Elgart : Jake
- Dakin Matthews : M. McBain, professeur d'art dramatique
- Lou Reed : lui-même
- Sam Vlahos : M. Townsend
- David Selberg : Dr Moss, directeur de l'école
- Ron Jaxon : Woody
- Kevin Brown : Tiny
- Paul Ganus : Randy
- Phil Diskin : l'agent de sécurité
- Garrett Lambert : le producteur
- Carolyn Tomei : le professeur de chimie